# Juno (motorfiets)
Juno is een historisch merk van motorfietsen.
De bedrijfsnaam was: Metropolitan Machinists Co. Ltd., later Juno Cycle Co., Bishopgate Street Without, London.
Metropolitan Machinists was oorspronkelijk een rijwielfabriek. Vanaf ca. 1910 ging men op bestelling ook motorfietsen en forecars met Duitse Fafnir-inbouwmotoren produceren. De motorfietsen kregen een 3pk-motor, de forecars een 3½pk-motor. In de jaren erna schakelde men over op Britse inbouwmotoren van Precision en JAP, maar ook de betrouwbare en veel gebruikte 269cc-Villiers-tweetaktmotor. Men kon de motorfietsen leveren met directe riemaandrijving naar het achterwiel, maar ook met een tweeversnellingsbak en chain-cum-belt drive.
Door het uitbreken van de Eerste Wereldoorlog moest de productie in 1915 worden stilgelegd, maar na de oorlog ging men opnieuw produceren, steeds naar de wensen van de klanten.
Van 1921 tot 1923 was ook een 147cc-Villiers-model met twee versnellingen en elektrische verlichting leverbaar, maar niet veel later, waarschijnlijk in 1924, werd de productie beëindigd.
Sun in Birmingham bouwde ook motorfietsen voor Juno.